# Nikolai Novosjolov
Nikolai Novosjolov (* 9. Juni 1980 in Haapsalu) ist ein estnischer Degenfechter und Weltmeister.

## Erfolge
Seinen größten Erfolg konnte Novosjolov bei den Weltmeisterschaften 2010 in Paris erzielen. Dort wurde er überraschend Weltmeister im Degen-Einzelwettbewerb. Eine weitere Medaille konnte er 2001 mit der estnischen Degenmannschaft erkämpfen, als diese bei den Weltmeisterschaften erst im Finale Ungarn unterlag.
2012 errang er bei der Europameisterschaft in Legnano Silber im Degen-Einzel, im Finale verlor er gegen den Russen Pawel Suchow. In der Saison 2011/2012 wurde er Weltranglistenerster. 2013 wurde er ein weiteres Mal Weltmeister im Degen-Einzelwettbewerb.
Des Weiteren nahm Novosjolov an den Olympischen Sommerspielen 2000 in Sydney und den Olympischen Sommerspielen 2008 in Peking teil, wo er jedoch beide Male frühzeitig ausschied. Bei den Olympischen Spielen 2012 in London belegte Novosjolov im Degen-Einzel nach einer Niederlage gegen Weston Kelsey den neunten Platz. 2016 schied er im Viertelfinale gegen Géza Imre aus und wurde Achter.
2010 und 2013 wurde er in Estland zum Sportler des Jahres gewählt und 2011 mit dem Orden des weißen Sterns ausgezeichnet.